# Státní pečeť
Státní pečeť je v některých státech oficiálním státním symbolem, v některých nahrazuje státní znak.
Jedná se o pečetidlo, na němž je zpravidla vyobrazen státní znak země a kolem dokola je název státu. Tak je tomu například u státní pečetě České a Slovenské republiky. Ovšem například ve Spojených státech amerických je tomu naopak. Státním znakem USA je přední strana Velké státní pečeti Spojených států amerických. Stejně tak jednotlivé státy USA mají své státní pečetě, jejichž určité prvky lze použít jako státní znak.

## Státní pečeť podle zemí
- Státní pečeť České republiky
- Státní pečeť Slovenska
- Státní znak Spojených států amerických
- Seznam pečetí států Spojených států amerických